# Città scomparse del Lazio arcaico
Le città scomparse del Lazio arcaico sono i numerosi centri urbani esistenti nell'antico Latium prima della progressiva conquista da parte di Roma. Le fonti antiche riportano circa cinquanta antichissime comunità, fiorite nel Latium vetus durante l'età del bronzo, in gran parte distrutte o ridotte ai minimi termini nel corso della prima grande espansione territoriale romana dell'età regia di Roma.

## Introduzione

### Le città delLatium vetussopravvissute alla conquista romana
Solo a partire dalla fine del V secolo a.C., le città conquistate durante la successiva estensione dello Stato romano furono non più distrutte, ma annesse politicamente.
Si trattava generalmente delle città più lontane da Roma, alle quali l'espansione romana giunse solo in un'epoca successiva; esse divennero municipia, sia di diritto romano (optimo iure) che di diritto latino (latini nominis), restando talvolta città importanti fino alla piena età storica e alcune anche oltre.
È il caso ad esempio di Anxur (Terracina), Tibur (Tivoli), Cora (Cori), Capena (nel comune di Capena), Nomentum (Mentana), Praeneste (Palestrina), Lanuvium (Lanuvio), Velitrae (Velletri), Gabii, Ardea, Aricia (Ariccia), Tusculum (presso Frascati) e anche di Lavinium (Pratica di Mare, nel comune di Pomezia).

### Le città scomparse in seguito alla conquista romana
Le città più numerose, quelle specificamente oggetto di questa voce, invece scomparvero completamente in epoche più o meno arcaiche: si tratta in genere delle più vicine a Roma, che furono conquistate per prime e distrutte, e di esse spesso conosciamo addirittura solamente i nomi, tramandati dalle fonti antiche.

## Le fonti storiche

### Plinio il Vecchio
L'elenco più ampio di città scomparse del Lazio arcaico che ci sia stato tramandato è quello fornito da Plinio il Vecchio, il quale cita "LIII populi" di cui alla sua epoca (I secolo d.C.) non rimaneva traccia. L'elenco non è tuttavia organico, essendo diviso in due parti: inizialmente vengono citate, senza un ordine preciso, le città del Lazio in generale con il loro nome, mentre di seguito si elencano in ordine alfabetico le popolazioni cittadine dell'area albana, citate con il nome degli abitanti, definiti nell'insieme "populi albenses":
(Plinio il Vecchio, Naturalis Historia, III, 68-69)
Nelle due liste si riscontrano evidenti discordanze: le città nominate realmente non sono cinquantatré, ma cinquanta, e anche inserendo le città scomparse di Apiolae e di Amyclae, citate a parte, la cifra totale non risulta ugualmente. Il numero cinquantatré potrebbe essere un errore di Plinio; alternativamente si potrebbe ipotizzare che all'epoca di Plinio fosse stato tramandato il numero ma non il nome di tutte le città scomparse. Solo di poche di queste città si è peraltro potuto individuare con una certa sicurezza il sito, e di pochissime esistono tracce più o meno importanti.
Le ultime due città citate da Plinio nel suo primo elenco, Norba e Sulmo (Sermoneta), vennero distrutte solo nell'ambito della guerra civile tra Mario e Silla (I secolo a.C.) .
Il secondo elenco di Plinio passa invece in rassegna i cosiddetti "populi albenses", restringendo quindi l'ambito alle sole comunità che abitavano nella regione del mons Albanus (successivamente noto come Monte Cavo) o nelle zone limitrofe (Colli Albani). Questi popoli si erano riuniti con gli altri Latini del Latium vetus nella Lega Latina, di cui era fulcro il santuario di Giove Albano sul mons Albanus, dove periodicamente si riunivano per celebrare la festa delle feriae latinae, con il sacrificio di un toro bianco, le cui carni venivano quindi ripartite tra i rappresentanti delle varie città lì riuniti, consumate in un banchetto comunitario. Alla fine delle celebrazioni una parte di queste carni veniva portata nella propria città da ognuno di questi rappresentanti.
Alcune località desumibili dall'elenco dei trenta popoli albani di Plinio non risultano attestate in nessun'altra fonte, e in alcuni casi esistono persino dispute filologiche sulla corretta versione del loro nome. Va precisato che tali località potevano non avere dignità o titolo di città, come pure è possibile che i "populi albenses" nominati da Plinio non prendessero tutti il nome dalle rispettive località.

### Altre fonti antiche
Dionigi di Alicarnasso nelle Romanae Antiquitates, cita le ventinove città della Lega latina che, consoli Tito Larcio e Quinto Clelio Siculo (498 a.C.), si riunirono a Ferentino, dove anche per l'azione di Tarquinio il Superbo e Ottavio Mamilio, si coalizzarono contro Roma: contrariamente a Plinio l'elenco comprende sia città in seguito scomparse, sia città esistenti ai suoi tempi. In questo caso le città latine citate erano: Ardea, Aricia, Bovillae, Bubentum, Cora, Carventum, Circeii, Corioli, Corbio, Cabum, Fortinea, Gabii, Laurentum, Lanuvium, Lavinium, Labici, Nomentum, Norba, Praeneste, Pedum, Querquetula, Satricum, Scaptia, Setia, Tibur, Tusculum, Tolerium, Tellenae, Velitrae.
Anche il geografo Strabone cita il nome di alcune città del Lazio scomparse alla sua epoca (fine del I secolo a.C. - inizi del I secolo d.C.), ma senza fornirne un elenco organico: in particolare nomina Collatia, Antemnae, Fidenae e Labicum come ridotte ai suoi tempi a semplici villaggi o a possedimenti agricoli privati. Cita inoltre Apiolae e Suessa descrivendo l'espansione romana nella pianura Pontina a danno dei Volsci, a cui tali città erano appartenute, mentre di seguito, parlando dello stanziamento degli Equi, cita Alba Longa, implicitamente considerata non più esistente. Tra le città situate presso i Colli Albani nomina Tellenae, che Plinio pochi decenni più tardi elenca tra le città ai suoi tempi scomparse.
Infine lo storico Tito Livio cita a più riprese molte antiche città latine poi scomparse, coinvolte nelle vicende più antiche di Roma, narrate nei primi libri della sua opera Ab Urbe Condita.

## I resti archeologici
Solo poche delle città scomparse del Lazio arcaico citate dalle fonti sono sufficientemente conosciute anche per i resti archeologici: si tratta essenzialmente di Satricum, Politorium, Tellenae, Ficana, Crustumerium, Corniculum, Antemnae, Collatia, Fidenae, Pedum e Querquetulum. Di altre al contrario, anche quando nelle fonti storiche si riportino numerose notizie, permangono dubbi persino sulla precisa identificazione della località (Alba Longa, Apiolae, Pometia, Corioli).
Qui di seguito saranno passate in rassegna più dettagliatamente le città citate nell'elenco di Plinio, come detto il più completo, per le quali le fonti antiche abbiano tramandato almeno qualche notizia, e la nostra conoscenza non si limiti puramente a un semplice nome.

## Le città del primo elenco pliniano

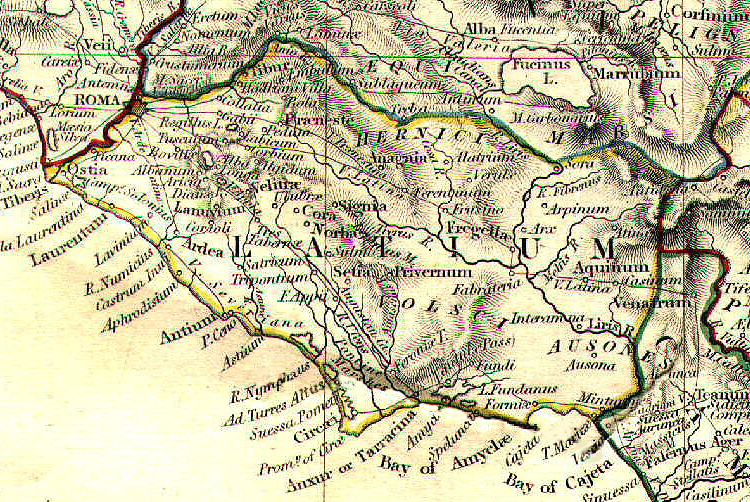
Il Latium vetus con le città di Caenina, Antemnae, Crustumerium, Medullia, Fidene e Veio, prime rivali della Roma di Romolo nell'VIII secolo a.C.

### Amitinum
Era un centro situato a est di Roma, sui monti Cornicolani, presso Corniculum, come sembra attestato dal rinvenimento di un'epigrafe che cita un "pagus amentinus" e dallo stesso Plinio il Vecchio.

### Antipoli
È un enigmatico nome che si riferisce forse a un insediamento arcaico situato sul Gianicolo. Questo colle nell'età più antica non era compreso all'interno della città di Roma, ma fu inserito solo successivamente, anche perché costituiva un importante baluardo strategico.

### Antemnae
Antemnae è un'antica città del Latium vetus situata alla confluenza tra i fiumi Tevere ed Aniene, distante attorno ai 30 stadi da Roma. Viene identificata con il Monte Antenne, successivamente all'interno di Villa Ada nel comune di Roma. Era la capitale del popolo degli Antemnati.

### Caenina
Caenina fu una città del Latium, una tra le più antiche ma anche di minor importanza. I suoi abitanti erano detti caeninenses. La si situa sulla sponda sinistra del fiume Aniene, 10 km prima della sua foce nel Tevere.

### CameriaoCamerium
Era una città latina situata a nord-est di Roma; è citata da varie fonti riguardanti l'età monarchica. La città è menzionata da Plutarco contro la quale Romolo avrebbe combattuto, ucciso 6.000 dei suoi abitanti ed installato una colonia romana, sedici anni dalla fondazione di Roma. Potrebbe essere stata una colonia di Alba Longa.
La città, che come tante altre città latine, si era ribellata alla supremazia di Roma alla morte di Anco Marzio, si arrese ai romani guidati da Tarquinio Prisco, dopo che questo aveva conquistato con la forza Corniculum, e ne aveva tratto i superstiti come schiavi a Roma.
Fu definitivamente distrutta nel 502 a.C. dai Romani guidati dal console Opitero Verginio Tricosto.

### Collatia
Collatia è collocata da Strabone a circa trenta stadi da Roma e viene citata tra le antiche città del Lazio ridotte all'epoca dell'autore a semplici villaggi o tenute agricole.

### Corniculum
Corniculum è stata localizzata nella località di Montecelio nei Monti Cornicolani, a cui avrebbe dato il nome. Situata nell'ager Tiburtinus, era probabilmente città sabina, anche se le evidenze storiche in materia sono carenti. Il nome del città è riconducibile alla conformazione delle due colline adiacenti che le unisce proprio come una coppia di piccoli corni.

### Crustumerium
Crustumerium o Crustumeria è un'antica città del Lazio, capitale del popolo dei Crustumini, identificata con il centro antico individuato e solo in parte scavato in località Marcigliana Vecchia, a nord di Roma, lungo la via Salaria presso Settebagni.

### Ficana
Ficana è un'antica città del Lazio, identificata con il centro antico individuato nella zona di Acilia (periferia sud-ovest di Roma), sulle piccole alture di monte Cugno, ridotto a una collinetta ma un tempo più scosceso e posto a dominare strategicamente il fiume Tevere.

### MedullumoMedullia
Città antica del Lazio sulla riva destra del fiume Aniene.
Medullia divenne colonia romana sotto il regno di Romolo. Quindi, sotto il regno di Tullo Ostilio, durante gli scontri con le città latine, che si opponevano alla pretesa di Roma di governare sopra tutte queste, per aver Roma sconfitto e distrutto Alba, Medullia subì l'assedio e la conquista da parte dei romani.
La città fu quindi riconquistata nuovamente da Anco Marzio, a prezzo di quattro anni di durissimi combattimenti, dopo che la città aveva nuovamente defezionato passando ancora una volta ai Latini.
Nel 494 a.C. si ribellò ai romani, alleandosi con i Sabini.

### Politorium
Politorium, antica città del Lazio, identificata con il centro arcaico rinvenuto negli scavi della località di Castel di Decima, nella periferia sud-est di Roma. Manca tuttavia una conferma epigrafica che confermi con certezza la localizzazione.

### Satricum
Era un'importante città latina, situata lungo il fiume Astura, in località Le Ferriere nel Comune di Latina.

### Saturnia
È un altro nome assai enigmatico: potrebbe riferirsi a un insediamento di estrema antichità, situato su un'area occupata più tardi dalla stessa città di Roma: secondo Varrone si sarebbe trovata sul Campidoglio, ai piedi del quale sarebbe esistito un santuario dedicato al dio Saturno, mentre Ovidio nei Fasti attribuisce il nome a Roma stessa. Su questa base si è ipotizzata una connessione con il "nome segreto" di Roma, sulla presunta e misteriosa esistenza del quale ci informano varie fonti antiche. Si sarebbe trattato di un nome rituale, la conoscenza del quale sarebbe dovuta restare nota solo ai sacerdoti di rango più elevato; doveva rimanere segreto per evitare che, pronunciato a sproposito, attirasse la sventura sulla città. Si pensa che la dea Angerona avesse tra le sue funzioni anche quella di proteggere la segretezza di tale nome. Tuttavia, che questo nome fosse proprio "Saturnia" resta pura speculazione.

### Scaptia
Secondo Tito Livio avrebbe dato il suo nome alla tribù Scaptia. Per la sua collocazione si è ipotizzata la piana sottostante Tivoli oppure Passerano.

### Suessa Pometia
Pometia o Suessa Pometia è citata da numerosi autori antichi, ma rimane priva di precisa localizzazione: si è ipotizzato per le moderne Cisterna di Latina e Borgo Podgora. La moderna città di Pomezia, fondata negli anni trenta del XX secolo, ne riprende infatti solo il nome.

### Tellenae
Secondo la mitologia romana, fondata dagli Aborigeni in conseguenza del rito della primavera sacra, fu distrutta dai romani guidati da Anco Marzio durante l'espansione di Roma verso il mare nel VII secolo a.C., mentre la popolazione sarebbe stata trasferita sull'Aventino.

### Tifata
Di ignota collocazione, avrebbe dato il nome alla "curia Tifata", istituita secondo la tradizione all'epoca di Romolo.

## Le località desumibili daipopuli albensescitati da Plinio

### Alba Longa
Gli Albani sono il primo popolo citato nell'elenco pliniano. Alba fu con ogni probabilità la città principale e più grande di tutto il Latium vetus per tutta l'età arcaica, al centro della regione e sede santuario federale; la città dava inoltre il suo nome al monte soprastante (il mons Albanus, poi noto come Monte Cavo) e al lago sottostante (il lacus Albanus, poi noto come lago Albano).
(Strabone, V, 3, 2.)
Alba è indissolubilmente legata alle leggende più antiche riguardanti la fondazione di Roma e i suoi primi secoli di vita. Sarebbe stata fondata da Ascanio, figlio di Enea, trent'anni dopo la fondazione di Lavinium. Dalla sua casa regnante sarebbe provenuto il fondatore eponimo di Roma, Romolo. Secondo la tradizione, quando a Roma era re Tullo Ostilio, nella prima metà del VII secolo a.C., le due città avrebbero iniziato ad avere rapporti conflittuali tra loro e Alba sarebbe stata alla fine distrutta dai Romani. Strabone accenna a questi fatti e aggiunge che durante la distruzione il santuario della città sarebbe stato risparmiato e, dopo la fine della città gli Albani sarebbero stati dichiarati cittadini romani.
Il sito esatto della città antica non si è potuto identificare con certezza: esistono ipotesi che l'identificano con Castel Gandolfo, sulle pendici del Monte Cavo. Al momento della sua scomparsa conservava probabilmente il carattere di abitato sparso. La memoria del nome rimase tuttavia viva: quando Settimio Severo ricavò dalla grande villa costruita da Domiziano in quello che era stato il circondario di Alba, un accampamento destinato ad accogliere la II Legio Partica, esso fu chiamato "Castra Albana", e da esso si sviluppò nella tarda antichità la città di Albano Laziale.

### Bola
Città dei Latini, situata tra Labicum e Praeneste, citata da Virgilio nell'Eneide e chiamata Bolae da Livio.

### Corioli
Città latina, di incerta ubicazione; probabilmente situata presso le pendici sud-ovest dei Colli Albani o fra le odierne Genzano e Cecchina, non lontano da Lanuvium o in corrispondenza del paese di Cori, fu conquistata dai Volsci nella prima metà del V secolo a.C.. La città è legata alle vicende dell'eroe romano Coriolano, che da essa riprese il suo cognomen.

### Fidenae
A differenza di alcune delle precedenti, è una città la cui ubicazione è determinata con certezza, lungo la via Salaria poche miglia a nord di Roma. Il centro, diviso in due parti dalla moderna trincea ferroviaria, corrisponde alla Borgata Fidene, nella vecchia Tenuta Serpentara, poi detta Villa Spada, lungo la via Salaria, successivamente inglobata dalla capitale.
Secondo la tradizione sarebbe stata fondata da Alba Longa. Per lungo tempo fu contesa tra Roma e gli Etruschi di Veio; successivamente entrò in conflitto con Roma, che già in precedenza ne aveva fatto una sua colonia, e fu da essa distrutta. Anche per Fidenae, come per altre antiche città scomparse, la distruzione non fu completa, e dopo il saccheggio e la devastazione, che le arrecarono un colpo così duro da ridurla, a quanto sembra, a un semplice villaggio, venne da Roma promossa a Municipium per la diretta gestione del territorio che aveva dominato da città indipendente e di quello della scomparsa Crustumerium.

### Longula
Corrisponde all'odierna località di Buon Riposo, nel territorio comunale di Aprilia in cui sorgono anche i resti di Polusca (a Campoleone) e insediamenti Rutuli a Casalazzara. Longula, inizialmente città latina, occupata dai Volsci, fu riconquistata dai romani. Longula appare anche come luogo di un importante scontro della seconda guerra sannitica.

### Pedum
Una delle più importanti città della Lega Latina, era situata tra Tibur e Praeneste, presso l'odierna Gallicano nel Lazio.
Venne conquistata dai Romani prima ad opera di Coriolano e quindi definitivamente nel 338 a.C. In seguito decadde.

### Querquetulum
Citata anche da Dionigi di Alicarnasso, è dai più identificata con Corcolle, tra Tivoli e Gallicano nel Lazio. Nel nome stesso di questo piccolo villaggio peraltro si potrebbe intravedere una abbastanza probabile sopravvivenza dell'antico. Nelle vicinanze di Corcolle sono venuti alla luce dei materiali dall'età del ferro fino al II secolo a.C., tra cui oggetti votivi riferibili a un tempio connesso con una fonte.

### Tolerium
Di incerta localizzazione, secondo Antonio Nibby corrisponde a Valmontone, fece parte della Lega Latina.

### VitelliaoVetelia
Si trovava sul confine tra Latini ed Equi e viene citata da Svetonio a proposito delle origini dell'imperatore Vitellio, a causa della somiglianza del nome.

## Città menzionate al di fuori delle due liste pliniane

### Apiolae
Apiolae antica cittadella dei Latini distrutta dal re di Roma Tarquinio Prisco e localizzata dagli archeologi, tra Pavona e Albano Laziale, fu conquistata e distrutta dai romani condotti da Tarquinio Prisco.